# Бурдуково (Бурятия)
Бурдуко́во — село в Прибайкальском районе Бурятии. Входит в сельское поселение «Итанцинское».

## География
Расположено в 22 км к юго-западу от райцентра, села Турунтаево, в 10 км к югу от центра сельского поселения, села Кома, на правом берегу Селенги в устье реки Уналей. 

## Население
| 2002 | 2010 |
| ---- | ---- |
| 52   | ↘50  |